# 1939 New York World’s Fair
Die New York World’s Fair (NYWF) von 1939/40 war eine Weltausstellung, die vom 30. April bis 31. Oktober 1939 und vom 11. Mai bis 27. Oktober 1940 in New York stattfand. Die Ausstellung verzeichnete 44.932.978 Besucher.
Anlässlich der Ausstellung wurde der Flushing-Meadows-Park eröffnet. Wahrzeichen der Ausstellung waren der Trylon und die Perisphere, ein spitzer Obelisk von 212 Metern Höhe und eine riesige weiße Kugel von 65 Metern Durchmesser, in der Democracity, die Stadt der Zukunft gezeigt wurde. Den Themenpark hatten die Architekten Wallace K. Harrison und Jacques André Fouilhoux geschaffen.

## Geschichte
Für die Ausrichtung der Weltausstellung wurde das Jahr 1939 festgelegt. In diesem Jahr jährte sich die Vereidigung George Washingtons zum 150. Mal. Im September 1935 wurde die New York Fair Society, das Organisationskomitee der Weltausstellung gegründet.
Prägenden Einfluss auf die Gestaltung der Ausstellung hatte der damalige Park Commissioner von New York, Robert Moses. Moses wurde 1936 Mitglied des Organisationskomitees. Unter dem Einfluss von Moses wurde das Areal des Flushing-Meadows-Parks für die Weltausstellung ausgewählt. Dieses Gelände diente bis dahin als große Deponie für den verbrannten Müll und die Aschen des Stadtteils Brooklyn, war aber in der geografischen Mitte der Stadt gelegen und durch alle Verkehrsmittel gut erschlossen.
Am 15. Juni 1936 verabschiedete der Kongress eine Resolution für die Durchführung der Weltausstellung in New York. Am 27. November 1936 erkannte das Bureau International des Expositions (BIE) die Ausstellung an. Innerhalb von zwei Jahren wurden die wesentlichen Erschließungs- und Baumaßnahmen für die Ausstellung umgesetzt.
Auf 486,4 Hektar zeigten 1500 Aussteller aus 33 Ländern ihre Produkte und Projekte. Unter dem Motto „Building the World of Tomorrow“ sollten die ausstellenden Staaten zeigen, wie sie sich die Welt im Jahr 1960 vorstellen würden. Zu den gezeigten Technologien gehörten Fernsehen, Softeis, elektrische Geschirrspüler, die Faxmaschine, intelligente Verkehrslenkung und der Roboter Elektro von Westinghouse Electric. Außerdem präsentierte man die welterste Videokonferenz, bei der Telefon und Fernsehen zusammengeschaltet wurden.
Luxemburg präsentierte die Arbeiterskulptur Der Mann mit dem Hammer.

## Besonderheiten
China und Deutschland nahmen nicht an der Weltausstellung teil, weil China gegen Japan Krieg führte und das nationalsozialistische Deutschland die Beteiligung an einer angeblich „überwiegend von Juden“ organisierten Ausstellung ablehnte. Der New Yorker Bürgermeister LaGuardia schlug den Bau einer „Schreckenskammer“ vor, die das wahre Gesicht Nazi-Deutschlands zeigen sollte. Als dieser Plan scheiterte, schlug Ausstellungsleiter Grover Whalen vor, eine Gruppe deutscher Emigranten um Klaus Mann solle einen „Freedom Pavilion“ errichten. Doch die Emigrantenszene war so heillos darüber zerstritten, was im Pavillon vom Widerstand gegen Hitler gezeigt werden sollte, dass auch diese Idee verworfen wurde. Die Ausstellung verzeichnete eine geringe Beteiligung der Nationen zu Beginn des Zweiten Weltkrieges.

## Nachnutzung
Das erklärte Ziel, einen Besucherrekord für Ausstellungen auf dem amerikanischen Kontinent zu erreichen, wurde weit verfehlt und führte zu einem enormen Defizit von 18,7 Millionen USD. Damit fehlten die Gelder für die geplante Ausgestaltung eines Parkes nach der Ausstellung. Der Ausbruch des Krieges erschwerte außerdem die Räumung des Geländes: Einige Pavillons blieben stehen, wurden aber nicht unterhalten, andere wurden abgebrochen, aber die Trümmer nicht weggeräumt. Mit der Weltausstellung 1939/40 wurde dennoch der Grundstein für die Nutzung des Flushing-Meadows-Parks als städtischer Grünraum gelegt. Das Gelände wurde für die Weltausstellung von 1964/65 wiederverwendet und weiterentwickelt.

## Bildergalerie
- Filmaufnahme der New York World’s Fair 1939

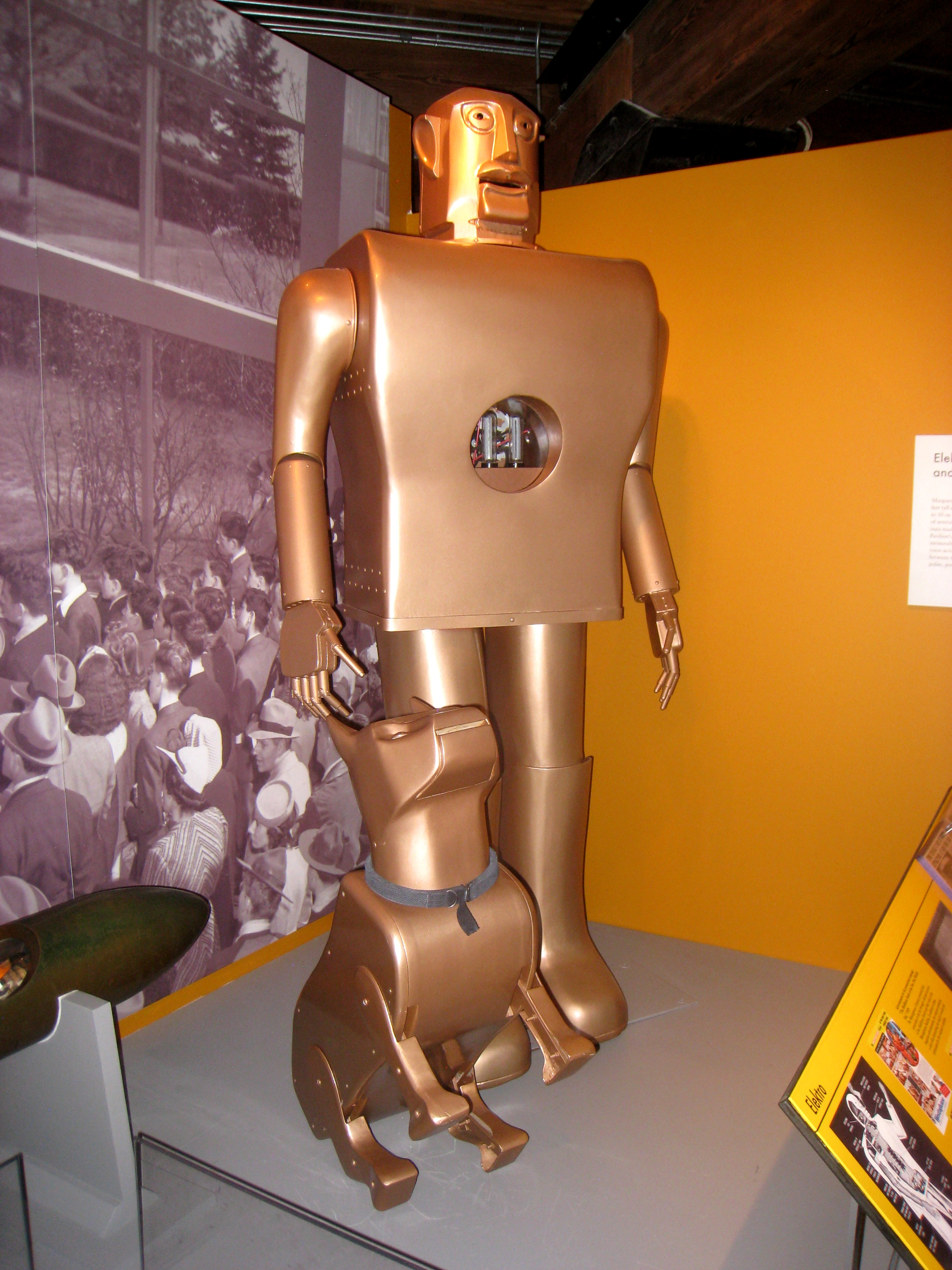
Der Roboter Electro von Westinghouse (Aufnahme von 2010)
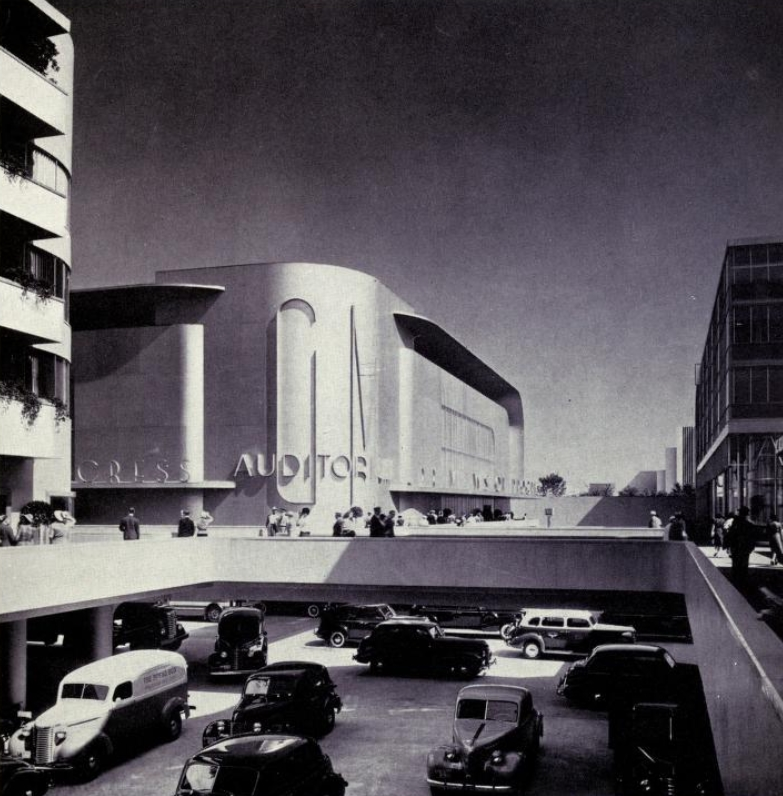
Lebensgroße Nachbildung einer Straßenkreuzung innerhalb des GM-Pavillons
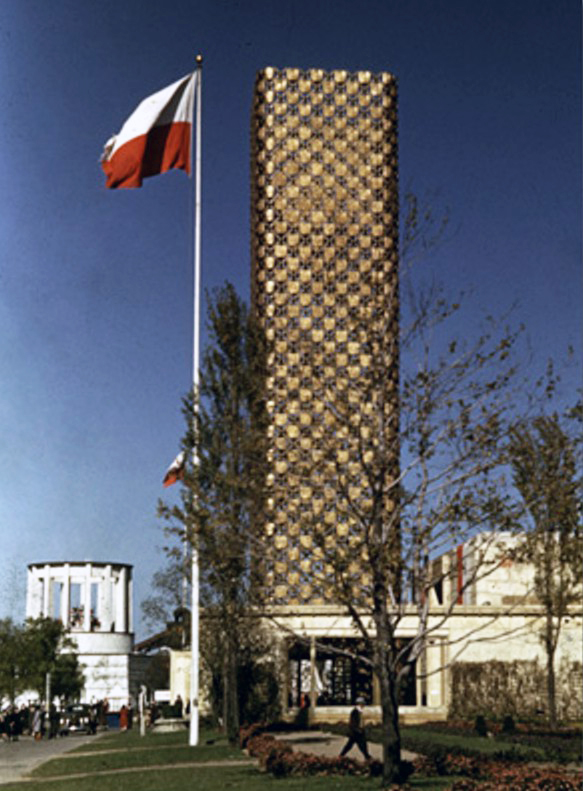
Polnischer Pavillon
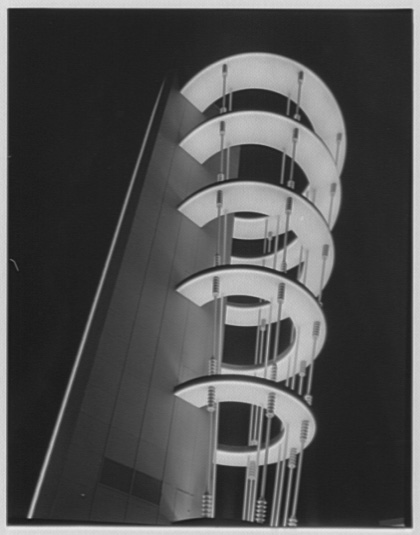
Westinghouse Tower
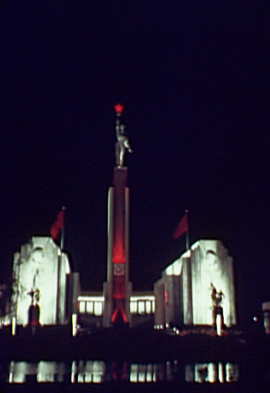
Pavillon der UdSSR
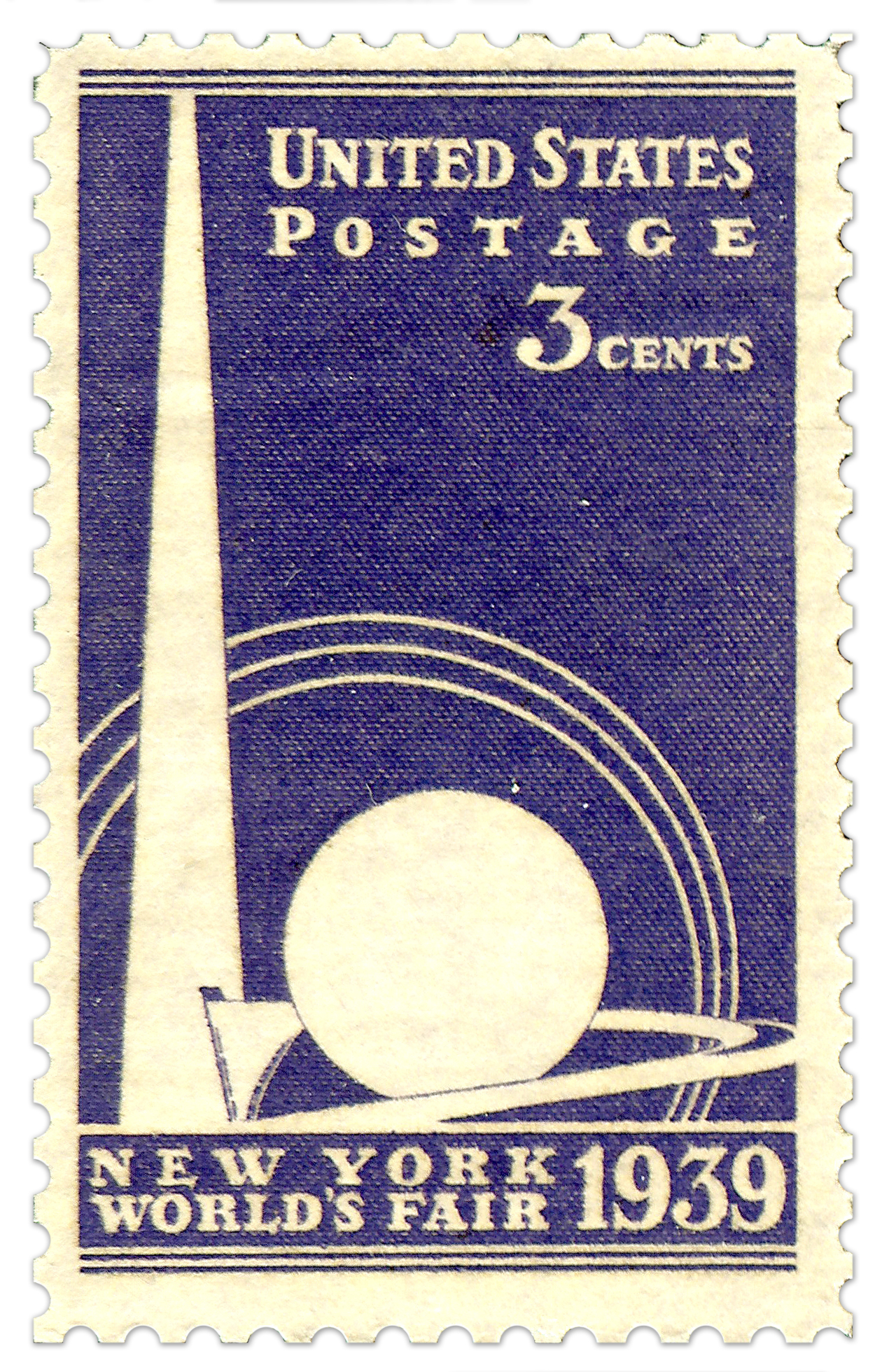
Briefmarke mit Trylon und Perisphere